# Kajtag járás
A Kajtag járás (oroszul: Кайтагский район) Oroszország egyik járása Dagesztánban. Székhelye Madzsalisz.

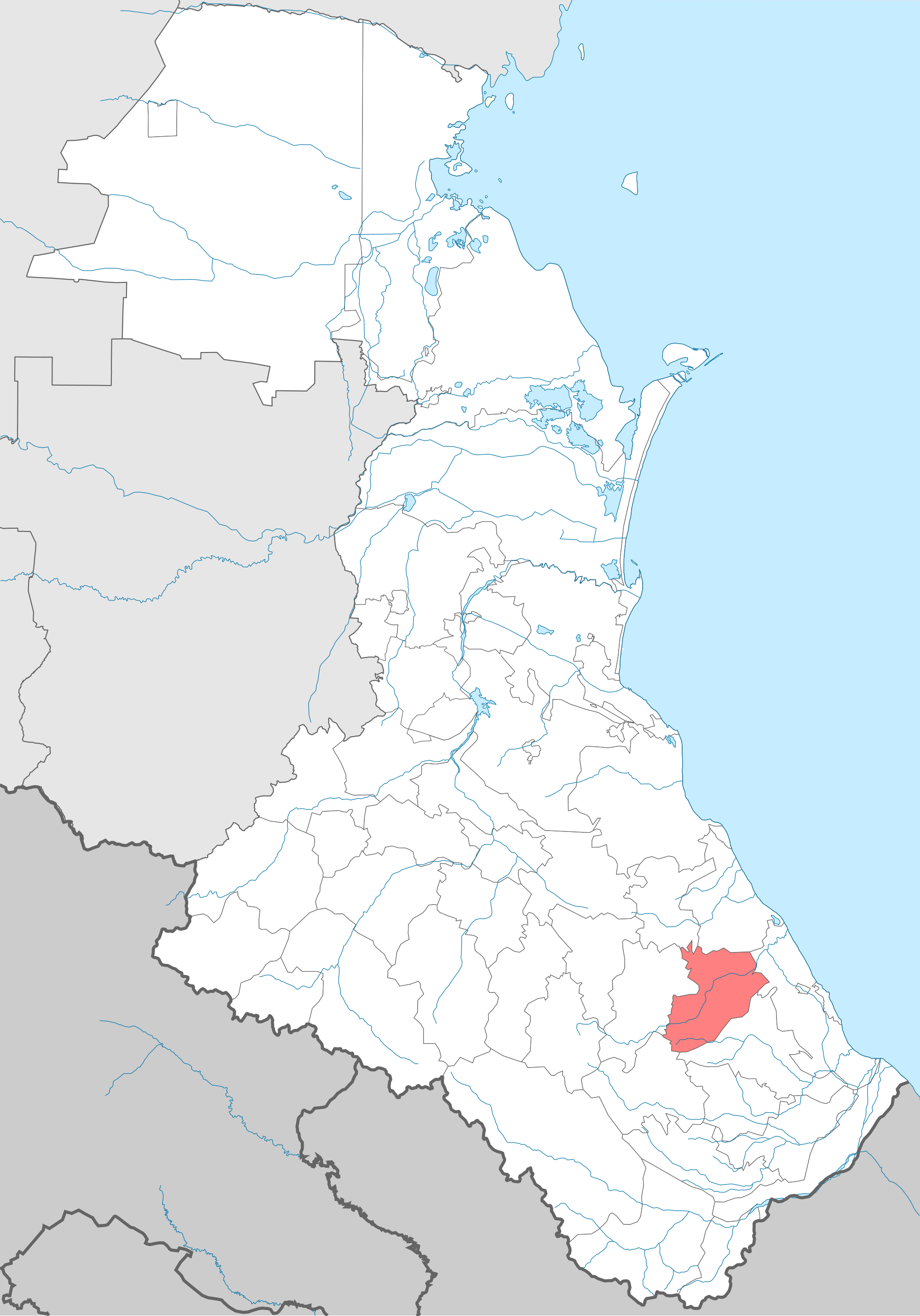
A Kajtag járás Dagesztánban

A járás a nevét a darginok egyik csoportjáról, a kajtagokról kapta.

## Népesség
- 1989-ben 23 411 lakosa volt, melyből 20 952 dargin (89,5%), 2 220 kumik (9,5%), 55 avar, 54 orosz, 19 tabaszaran, 16 azeri, 16 lezg, 15 lak, 4 rutul, 1 agul, 1 csecsen, 1 nogaj.
- 2002-ben 26 870 lakosa volt, melyből 24 277 dargin (90,3%), 2 390 kumik (8,9%), 50 orosz, 41 tabaszaran, 24 avar, 23 azeri, 16 lak, 7 lezg, 5 agul, 2 rutul, 1 csecsen, 1 nogaj.
- 2010-ben 31 368 lakosa volt, melyből 28 274 dargin (90,1%), 2 626 kumik (8,4%), 47 tabaszaran, 42 avar, 39 orosz, 37 azeri, 20 lezg, 17 lak, 6 agul, 5 rutul, 3 csecsen, 3 nogaj.